# 前央行總裁宿舍
前央行總裁宿舍，位於臺灣臺北市中山區新生北路巷內，為中華民國中央銀行員工宿舍之一，今列歷史建築，文資活化後民間經營團隊取名「CEO 1950總裁藝文空間」，作為餐廳與藝文空間。

## 歷史
中山區新生北路三段62巷原有八連棟設計的二層和洋混合木造建築物，由商人丁武始興建，並於1949年落成。
房子屋頂有黑瓦，牆面為綠白外觀並有雨淋板、牛眼窗。室內空間和洋混和，隔間以鋼板及米字形木柱支持。
過去美軍顧問蔡斯、飛虎隊陳納德與陳香梅夫婦、上將閻錫山都曾住在此。1951年，中央銀行買下其中62巷24號的房子，供總裁徐柏園住宿。

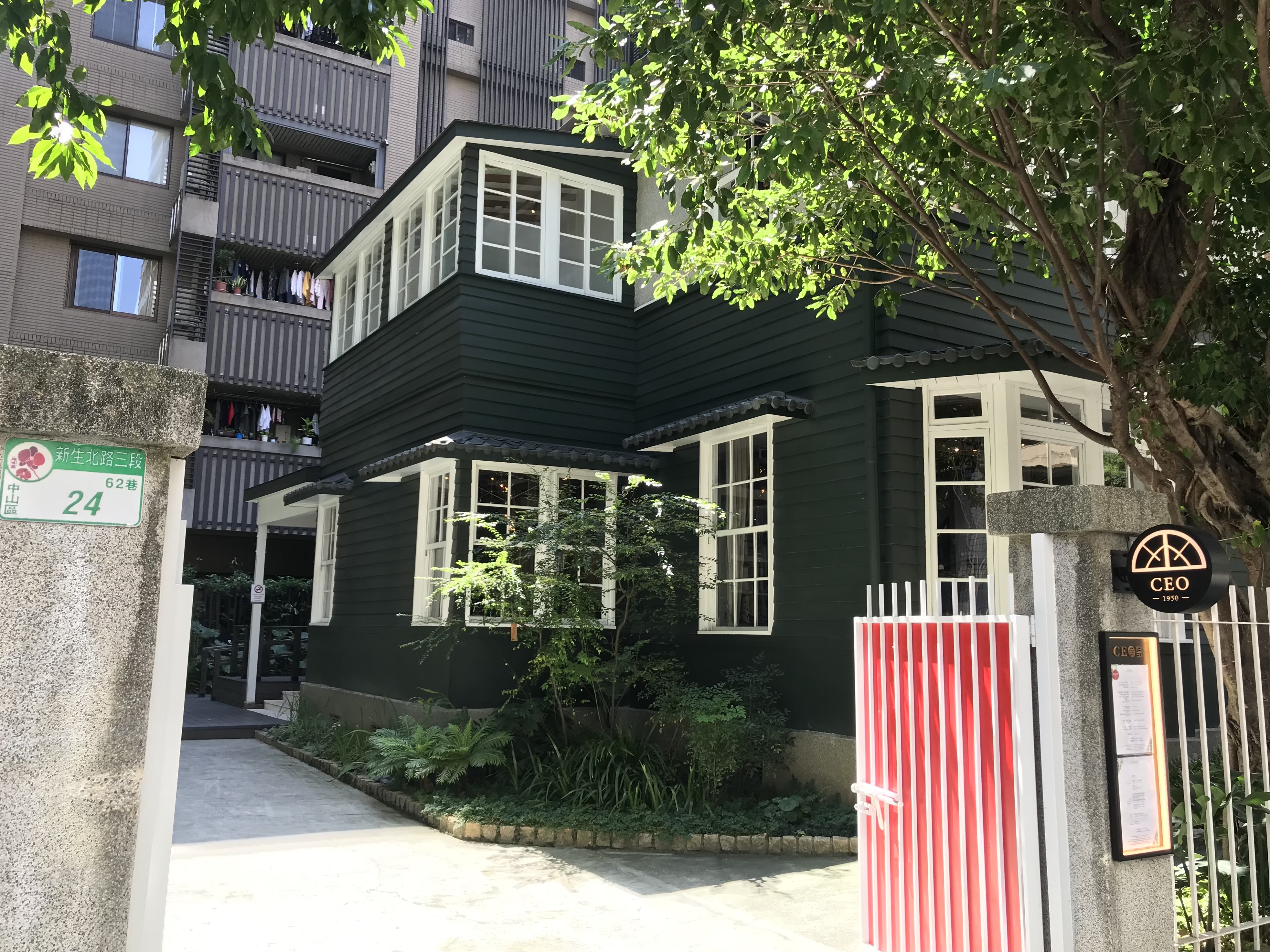
前央行總裁宿舍入口

十歲到二十歲時住在這的徐柏園兒子徐小波回憶，過去很多官員來此屋子開會，如台灣省糧食局局長李連春。之後總統府國策顧問張導民也居住於此，直到2001年去世後房子收回給中央銀行。多年後，其餘七棟都頹圮沒落，僅此房尚存。因該屋住過名人、且設計建築有特色，台北市文化局在2006年列為歷史建築。且與一號糧倉、臺灣省農業試驗所分所長宿舍等列為台北市文化局2012年底推行「老房子文化運動」第一梯次之一。
前央行總裁宿舍在耗費新台幣1500餘萬元整修後，2014年12月4日以「Miracle x HOUSE」之名開放經營餐廳時，台北市副市長張金鶚、台北市文化局局長劉維公、經濟部工業局局長吳明機、米洛克公司總經理鄭正樑等人到場。之後，一度作為義大利料理餐廳「綠舍食光」。
今改由話雨人文生活有限公司經營者吳其峯、王卿夫婦得標經營。由建築師許伯元與室內設計師龐甄嬉改裝，原本的防空避難室改做為廚房所使用，一樓改為餐廳、二樓為藝文空間。2020年6月20日上午以「CEO1950總裁藝文空間」之名開幕時，台北市長柯文哲、台北市副市長蔡炳坤、徐柏園兒子徐小波出席。

## 外部連結
- 前央行總裁宿舍的Facebook專頁